# Salt River (Arizona)
Salt River (o’odham: Onk Akimel, yavapai: ʼHakanyacha) – rzeka w Stanach Zjednoczonych, przepływająca przez Arizonę, największy dopływ rzeki Gila River. 
Długość Salt River to 322 kilometry (200 mil), a powierzchnia dorzecza wynosi blisko 15,5 tys. km². 
Za początek rzeki uznaje się połączenie strumieni White River i Black River w górach White Mountains na terenie Fort Apache Indian Reservation w hrabstwie Gila.

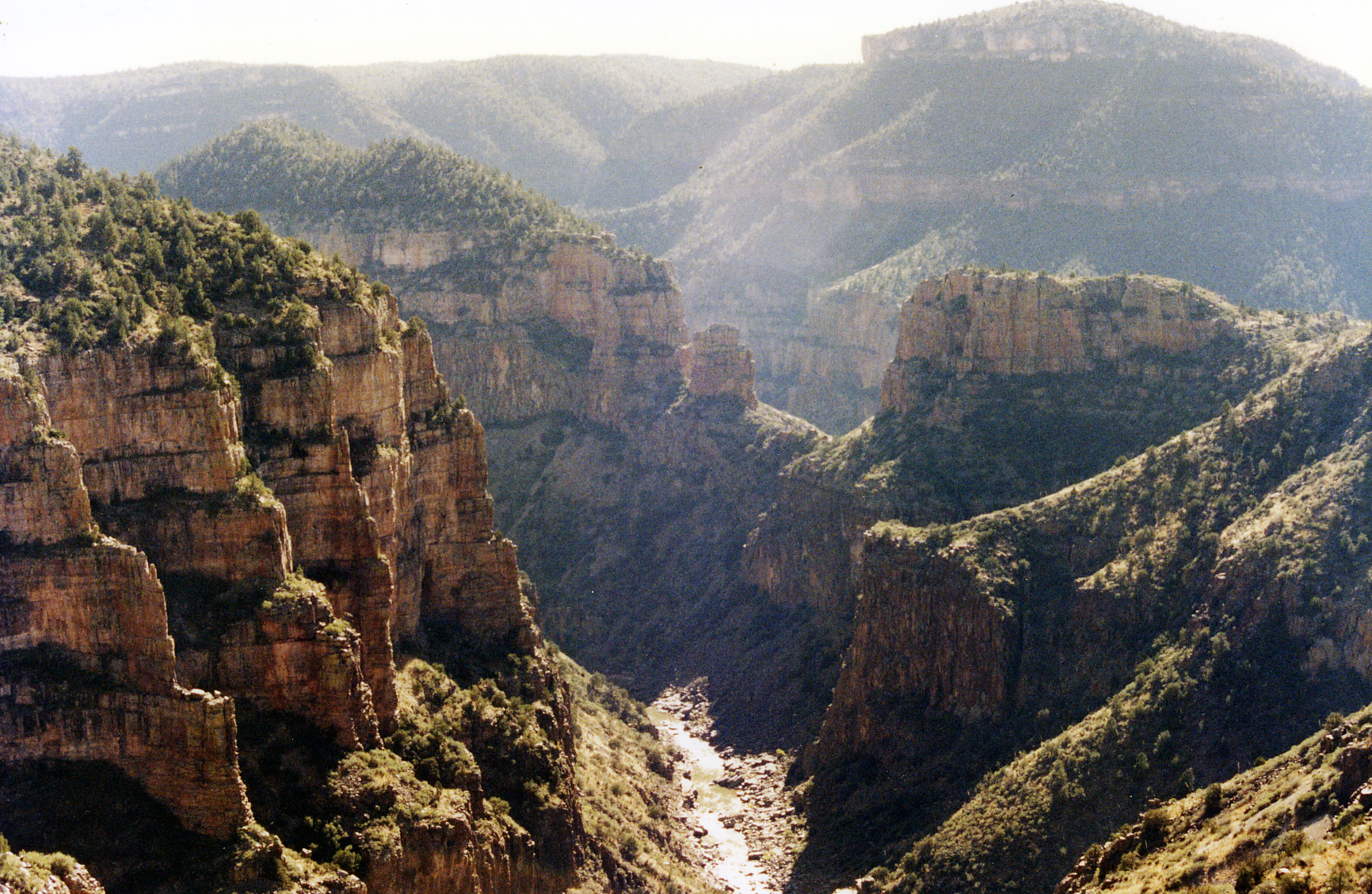
Kanion w górnym biegu Salt River

Angielska nazwa rzeki Salt River (pol. Rzeka Słona) wzięła się od słonawego posmaku jej wody. Sól pochodzi ze znajdujących się w górnym jej biegu słonych źródeł i złóż solnych, przez które rzeka przepływa. Ze złóż tych Apacze tradycyjnie pozyskiwali sól; obecnie znajdują się one na terytorium ich rezerwatu. Inne nazwy to Rio Asuncion (od jej prawdopodobnego europejskiego odkrywcy, brata Juana de la Asuncion) i Rio Azul lub Blau Fluss (Rzeka Niebieska, odpowiednio po hiszpańsku lub niemiecku.
Według badań z lat 1960. złoża soli nie przedstawiały wartości komercyjnej, choć mogły być lokalnie wykorzystywane, w szczególności dla bydła. Próby przemysłowego wydobycia z lat 1870. nie powiodły się, bo sól miała być wykorzystana w przetwórstwie rud srebra, których kopalnie upadły. Słone źródła w okolicach Salt Banks, głównego obszaru solnego, mają zasolenie ok. 1–1,3%, a łączna ilość rozpuszczonych minerałów, głównie sodu, spływająca z ich wodą do rzeki wynosi ok. 140 ton dziennie (ok. 50 tys. ton rocznie).
W trzech jeziorach wykryto martwe ryby w 2022, prawdopodobnie przyczyną były złotowiciowce
.

## Turystyka i rekreacja
Rzeka w górnym biegu tworzy głęboki kanion o ścianach wysokich na 200–390 metrów. Znaczny spadek wody w tej części (ponad 6 m na milę) oraz widowiskowe otoczenie sprawiły, iż rzeka stała się popularnym miejscem do organizacji 1–3-dniowych spływów, charakteryzujących się dużym stopniem trudności (rafting). W spokojniejszych częściach rzeki oraz po zbiornikach wodnych urządzane są spływy kajakowe.
Największym sztucznym zbiornikiem na rzece jest Jezioro Roosevelta, zajmujące powierzchnię około 85 km². Duże zbiorniki są także popularnym miejscem uprawiania żeglarstwa i innych sportów wodnych i znajdują się na nich mariny.

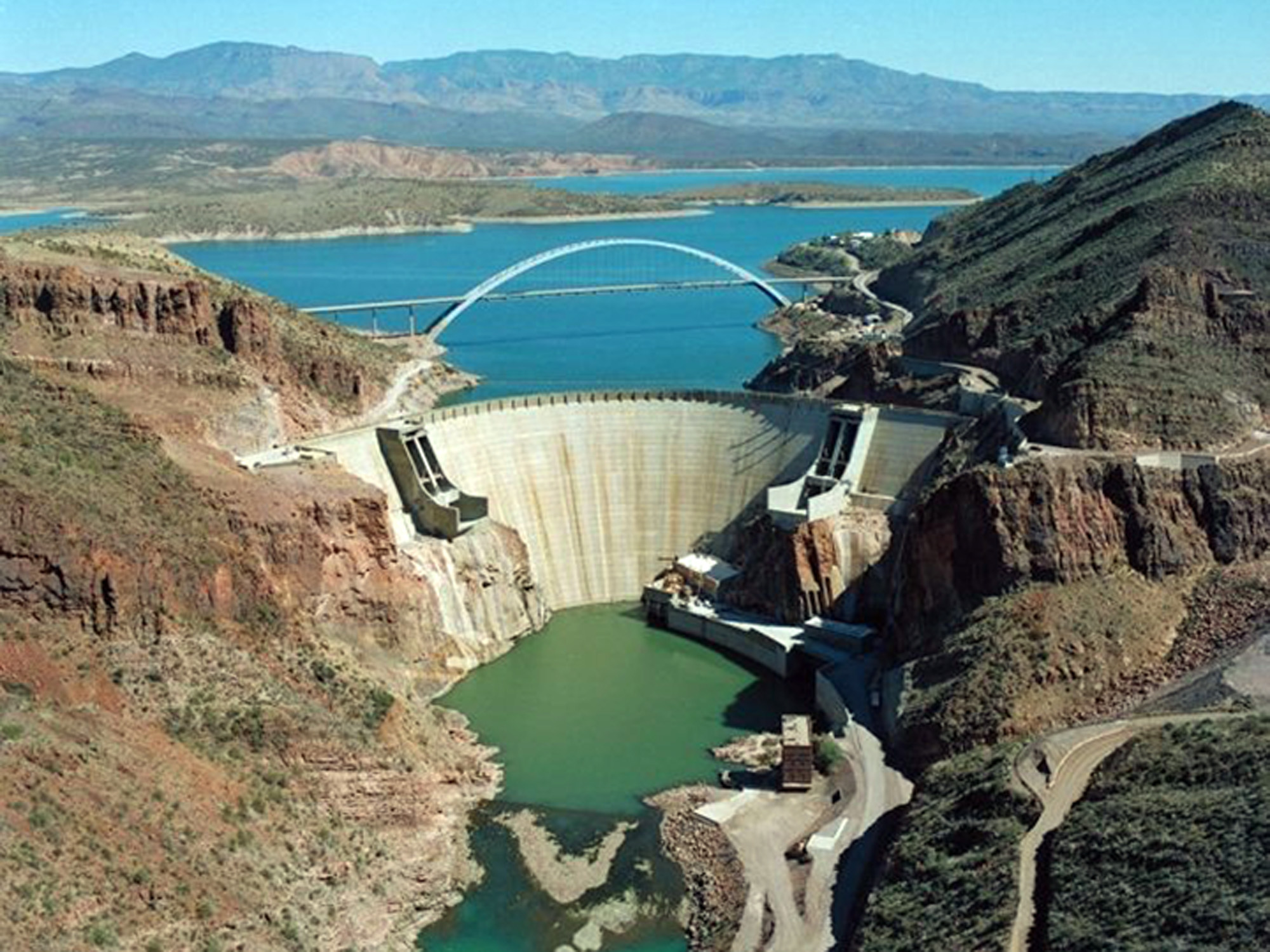
Tama na rzece i Theodore Roosevelt Lake

## Pobór wody
W środkowym i dolnym biegu rzeki zbudowano cztery zbiorniki retencyjne, których tamy wzniesiono w ramach projektu Salt River Project Agricultural Improvement and Power District, zainicjowanego w 1903 roku przez prezydenta Theodore’a Roosevelta.  Na rzece zbudowano Zaporę Roosevelta (Theodore Roosevelt Dam), tworzącą Jezioro Roosevelta, tamę Horse Mesa Dam, tworzącą jezioro Apache, tamę Mormon Flat Dam, tworzącą jezioro Canyon (Canyon Lake), oraz tamę Stewart Mountain Dam, która utworzyła jezioro Saguaro (Saguaro Lake). Woda wykorzystywana jest do celów rolniczych oraz do zaopatrzenia mieszkańców metropolii Phoenix. 
Ilość przepływającej wody charakteryzuje się znacznymi rocznymi wahaniami z minimum przypadającym na miesiące maj-czerwiec oraz maksimum w miesiącach lipiec-wrzesień. Różnice pomiędzy miesięcznym minimum a maksimum wynoszą ponad 3000%. Ze względu na duży pobór wody jej średnioroczny przepływ przy ujściu rzeki jest mniejszy niż w jej środkowym biegu i wynosi w Phoenix 5,7 m³/s wobec 25 m³/s w pobliżu Roosevelt Dam.